# شهرستان راک کاسل (کنتاکی)
شهرستان راک کاسل، کنتاکی (به انگلیسی: Rockcastle County, Kentucky) یک سکونتگاه مسکونی در ایالات متحده آمریکا است که در کنتاکی واقع شده‌است.